# Sulawesiella rafaelae
Sulawesiella rafaelae là một loài bọ cánh cứng trong họ Cerambycidae.